# Werner Bischof
Werner Bischof (Zúrich, 26 de abril de 1916-Trujillo, 16 de mayo de 1954) fue un fotógrafo suizo considerado uno de los más importantes fotoperiodistas del siglo XX a pesar de su temprana muerte por accidente con tan solo 38 años.

## Biografía
Estudió en la Escuela de Artes Decorativas de Zúrich (1932-1936), siendo alumno de Hans Finsler, fotógrafo de la nueva objetividad, lo que le llevó a un estilo meticuloso y perfeccionista. En 1935 recorrió mil kilómetros en bicicleta hasta Núremberg para realizar la fotografía de una fuente.
Tras su servicio militar, abrió un taller de fotografía y diseño publicitario en Zúrich-Letten y en 1938 trabajó en Ediciones Amstutz & Herdog. En 1939 trabajó en la instalación de la Exposición Nacional Suiza y alquiló un taller en París. La Segunda Guerra Mundial le hizo regresar a su país y en 1942 entró como fotógrafo de moda en la revista Du, realizando diversas series fotográficas como una sobre la invalidez en fotografía en color o la serie Refugiados, sobre los partisanos italianos internados en Tessin. Y comenzó un viaje por Europa, junto a Emil Schulthess, retratando los desastres creados por la contienda mundial. 
Entre 1946 y 1947, se dedicó a colaborar a tiempo completo con la organización de ayuda internacional Don Suisse. En 1948 realizó un reportaje para la revista Life sobre los Juegos Olímpicos de Sankt Moritz y al año siguiente se casó en Suecia, pero se trasladó a Inglaterra como colaborador de The Observer y Picture Post. En 1949 ingresó en la Agencia Magnum, convirtiéndose en el sexto reportero internacional; aunque siguió con su estilo perfeccionista, caracterizado por la composición de la luz y la estructura formal de sus instantáneas.
En 1951 realizó un reportaje para la revista Vogue, en la provincia india de Bihar, que publicó con el título Hambre en la India, obteniendo un gran éxito. En los siguientes años, viajó por Japón, Indochina y Corea, reflejando principalmente los ambientes de pobreza de esos países y, en especial, los niños. Murió en accidente en los Andes peruanos.